# Charles Hueber

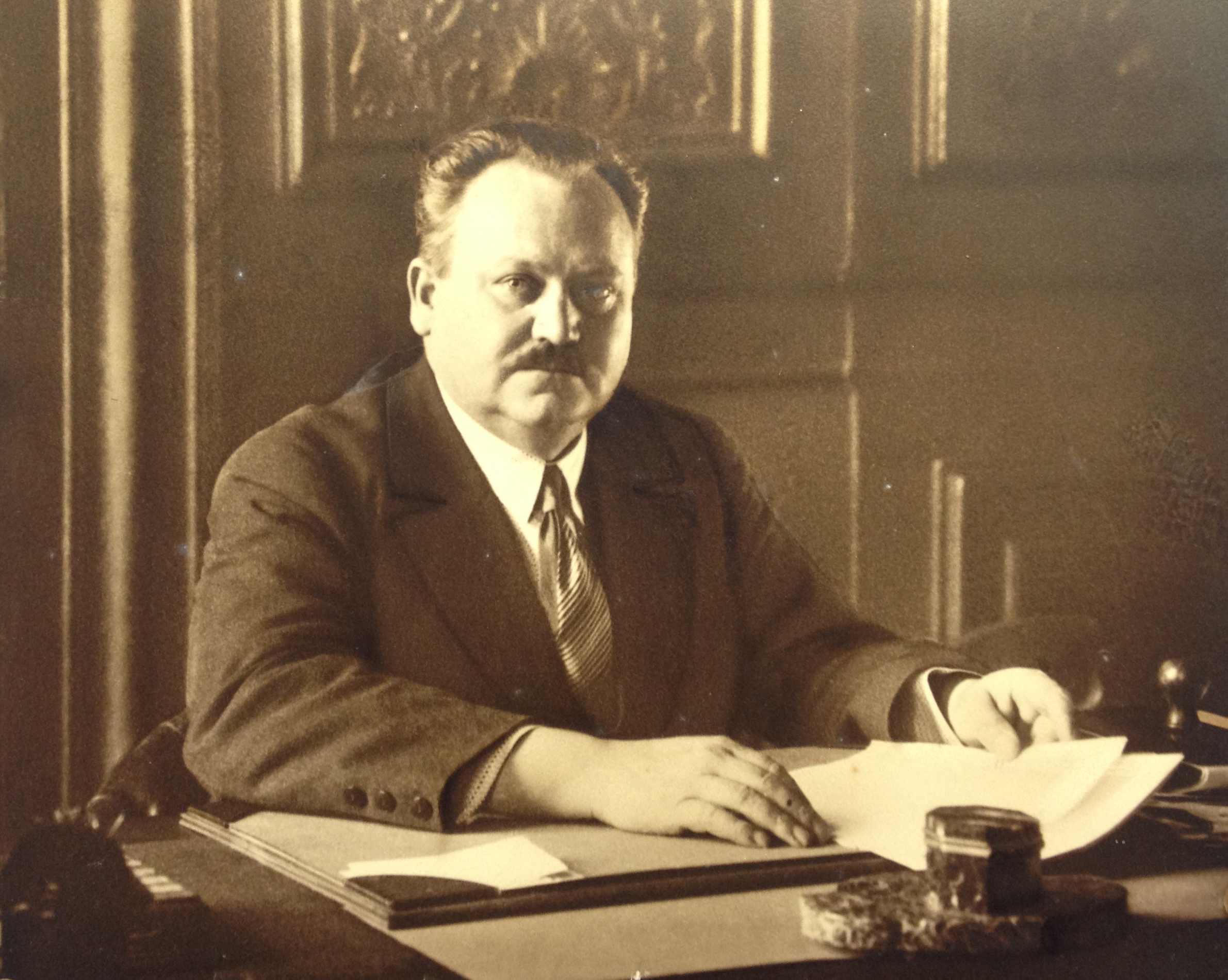
Charles Hueber

Charles Louis Hueber (* 21. August 1883 in Gebweiler, Elsass-Lothringen; † 18. August 1943 in Straßburg) war ein französischer Politiker, Abgeordneter (Député) und Bürgermeister von Straßburg.

## Gewerkschafter und deutscher Sozialdemokrat
Hueber arbeitete in Gebweiler als Schlosser und engagierte sich bereits früh politisch. 1900 gründete er die elsässische Sektion der Metallarbeitergewerkschaft und trat der Sozialdemokratischen Partei Deutschlands (SPD) bei, für die er dann ab 1910 als Parteisekretär tätig war. Während des Ersten Weltkriegs kämpfte er im deutschen Heer und erreichte den Dienstgrad eines Sergeanten. Im November 1918 war er im Zuge der revolutionären Bewegung Vorsitzender des Straßburger Soldatenrates und setzte sich zeitweilig für ein weitgehend unabhängiges (autonomes) Elsass ein. Als Sekretär der Metallarbeitergewerkschaft leitete er im Jahr 1918 Streiks und im Jahr 1920 einen Generalstreik im Elsass.

## Französischer Kommunist und elsässischer Autonomist
Nach dem Kongress von Tours der Section française de l’Internationale ouvrière (SFIO, dt.: Französische Sektion der Arbeiter-Internationale) entschied sich Charles Hueber 1920 zum Eintritt in die Section française de l'Internationale communiste (SFIC, später Parti communiste français, PCF), wurde deren Parteisekretär im Département Bas-Rhin und gründete noch im gleichen Jahr die kommunistische Partei-Zeitung Die Neue Welt, die ab 1923 unter dem Titel L'Humanité d'Alsace-Lorraine als Regionalausgabe der L’Humanité weitergeführt wurde. 1923 nahm Hueber an einem internationalen kommunistischen Treffen in Essen teil, das als Protest gegen die belgisch-französische Ruhrbesetzung organisiert worden war. Er wurde deshalb von den französischen Besatzungstruppen festgenommen und im Pariser Gefängnis La Santé inhaftiert. Die dadurch errungene Bekanntheit kam ihm bei den folgenden Parlamentswahlen zugute: von 1924 bis 1928 vertrat Hueber die Kommunisten in der französischen Abgeordnetenkammer (Chambre des députés). Durch seine fortgesetzte Unterstützung des elsässischen Autonomismus nahm seine überregionale Bekanntheit noch weiter zu. Am 8. Dezember 1927 attackierte Hueber in der Abgeordnetenkammer in elsässischem Dialekt die staatliche Bevorzugung der französischen Sprache im Elsass und in Lothringen und warf der französischen Regierung Unterdrückung der elsässischen Arbeiterklasse sowie kolonialistische Herrschaftsmethoden vor. Die Rede wurde als so anstößig empfunden, dass große Passagen aus dem offiziellen Sitzungsprotokoll gestrichen wurden.
1929 wurde Hueber von der Heimatfront (auch Volksfront), einem bunt zusammengewürfelten Bündnis aus Kommunisten, Ex-Kommunisten, der autonomistischen Unabhängigen Landespartei (ULP) und der Union populaire républicaine (UPR; elsässische Nachfolgeorganisation der Zentrumspartei), zum Bürgermeister (maire) von Straßburg gewählt. Auf dem Straßburger Rathaus ließ er nach seinem Wahlsieg die Trikolore der französischen Republik durch die weiß-rote elsässische Fahne ersetzen. Obwohl Hueber sein Wahlbündnis als eine Koalition antiimperialistischer Kräfte darstellte, wurde er im Herbst 1929 aus der PCF ausgeschlossen. Zusammen mit anderen Partei-Abweichlern gründete er daraufhin die Parti communiste d'opposition d'Alsace-Lorraine, die sich der Internationalen Vereinigung der Kommunistischen Opposition (IVKO) anschloss.

## Annäherung an den Nationalsozialismus und Kollaboration
In der Zeit von 1933 bis 1936 näherten sich Hueber und seine Anhänger allmählich nationalsozialistischen Positionen an, wobei er bei öffentlichen Anlässen immer wieder Wert darauf legte, kein Antisemit zu sein. Nachdem Hueber die Unterstützung der Kommunistischen Partei (PCF) fehlte und er 1934 auch von den Christdemokraten nicht mehr unterstützt wurde, unterlag er 1935 bei den Straßburger Bürgermeisterwahlen seinem republikanischen Gegenspieler Charles Frey. Er blieb jedoch Abgeordneter im Generalrat (conseil général) des Departements Bas-Rhin und Stadtrat von Straßburg. 1936 wurde Hueber über die christlich-sozial orientierte Liste der Indépendants d'action populaire (IAP) wieder für das Département Bas-Rhin in die Abgeordnetenkammer gewählt und schloss sich dort der Fraktion der sozialistischen Parti d’unité prolétarienne (PUP) an, die der Volksfront nahestand. An der Sitzung der Nationalversammlung am 10. Juli 1940, auf der die erweiterten Vollmachten für Marschall Pétain beschlossen wurden und die das Ende der Dritten Republik bedeutete, nahm er nicht teil.
Die Parti communiste d'opposition d'Alsace-Lorraine wurde schließlich in Elsässische Bauern- und Arbeiterpartei umbenannt und schloss sich 1939 mit der inzwischen eindeutig pro-nationalsozialistischen Elsässischen Landespartei um Karl Roos zusammen. Am 3. Juli 1941 beantragte Hueber die Aufnahme in die NSDAP und wurde zum 1. Oktober desselben Jahres aufgenommen (Mitgliedsnummer 8.627.708). Nach seinem Tod 1943 wurde er von der deutschen Besatzungsmacht mit offiziellen Ehren beerdigt.